# تپه پایین‌آبادی
تپه پایین آبادی در شهرستان بیجار، بخش مرکزی، دهستان سیلتان، روستای قزل خاتون، ۷۰۰ متری شرق روستای قزل خاتون واقع شده و این اثر در تاریخ ۲۷ بهمن ۱۳۸۷ با شمارهٔ ثبت ۲۴۷۱۵ به‌عنوان یکی از آثار ملی ایران به ثبت رسیده است.